# Giovanni Corridori
Giovanni Corridori (Roma, 13 febbraio 1939 – Roma, 4 agosto 2023) è stato un effettista italiano.

## Biografia
Dal 1964 al 2005 ha curato gli effetti speciali di più di 70 film, tra i quali la trilogia del dollaro, Giù la testa e C'era una volta in America del regista Sergio Leone; Zombi 2 di Lucio Fulci, Nuovo Cinema Paradiso di Giuseppe Tornatore e  Il padrino - Parte III di Francis Ford Coppola.

## Filmografia parziale
- Per un pugno di dollari, regia di Sergio Leone (1964)
- Per qualche dollaro in più, regia di Sergio Leone (1965)
- Il buono, il brutto, il cattivo, regia di Sergio Leone (1966)
- Amico, stammi lontano almeno un palmo, regia di Michele Lupo (1972)
- Mondo candido, regia di Gualtiero Jacopetti e Franco Prosperi (1975)
- Il soldato di ventura, regia di Pasquale Festa Campanile (1976)
- La casa dalle finestre che ridono, regia di Pupi Avati (1976)
- Keoma, regia di Enzo G. Castellari (1976)
- Tutti defunti... tranne i morti, regia di Pupi Avati (1977)
- Zombi 2, regia di Lucio Fulci (1979)
- Contamination, regia di Luigi Cozzi (1980)
- Miracoloni, regia di Francesco Massaro (1981)
- Tenebre, regia di Dario Argento (1982)
- La casa con la scala nel buio, regia di Lamberto Bava (1983)
- "FF.SS." - Cioè: "...che mi hai portato a fare sopra a Posillipo se non mi vuoi più bene?", regia di Renzo Arbore (1983)
- Bertoldo, Bertoldino e Cacasenno, regia di Mario Monicelli (1984)
- Assisi Underground (The Assisi Underground), regia di Alexander Ramati (1985)
- Joan Lui - Ma un giorno nel paese arrivo io di lunedì, regia di Adriano Celentano (1985)
- Opera, regia di Dario Argento (1987)
- Com'è dura l'avventura, regia di Flavio Mogherini (1987)
- Nuovo Cinema Paradiso, regia di Giuseppe Tornatore (1988)
- Zoo, regia di Cristina Comencini (1988)
- Delirio di sangue, regia di Sergio Bergonzelli (1988)
- Le porte dell'inferno, regia di Umberto Lenzi (1989)
- Il pozzo e il pendolo (The Pit and the Pendulum), regia di Stuart Gordon (1991)
- Mediterraneo, regia di Gabriele Salvatores (1991)
- Fuga da Kayenta, regia di Fabrizio De Angelis (1991)
- Il mostro, regia di Roberto Benigni (1994)
- Nestore, l'ultima corsa, regia di Alberto Sordi (1994)
- La chance, regia di Aldo Lado (1994)
- La sindrome di Stendhal, regia di Dario Argento (1996)
- Nostromo (Joseph Conrad's Nostromo), regia di Alastair Reid – miniserie TV (1996)
- La vita è bella, regia di Roberto Benigni (1997)
- Tano da morire, regia di Roberta Torre (1997)
- Voglio stare sotto al letto, regia di Bruno Colella (1999)
- Malabana, regia di Guido Giansoldati (2002)
- Casanova, regia di Lasse Hallström (2005)